# Génova (Quindío)
Génova es un municipio ubicado al Sur del departamento de Quindío en Colombia. A nivel nacional ha sido llamado «Pueblito Paisa del Quindío» y «Bello Rincón Quindiano».

## Ubicación
El municipio de Génova está localizado al sur del Departamento del Quindío Y alcanza una superficie total de 297.89 kilómetros cuadrados, se extiende desde las mayores alturas de la cordillera central en la divisoria de las aguas hasta bajar por la zona montañosa, de los cuales 0.55 kilómetros cuadrados corresponden al perímetro urbano, superficie que se ha extendido en los últimos años en forma restringida debido a lo quebrado del terreno, originando por consiguiente pocas variaciones en su topografía y 297.34 kilómetros cuadrados corresponden al sector rural. El sureño municipio de Génova limita por el norte con el municipio de Pijao, al sur oriente con el Departamento del Tolima y al sur occidente con el Departamento del Valle del Cauca.

## Historia
Génova fue fundada en 1903 por el colonizador Segundo Henao, Venancio Salazar, Francisco Henao Patiño, Laureano Gonzales, David Vera, Evaristo Patiño, actualmente cuenta con una población de 12.000 habitantes según el Sisbén con una extensión de 297 km cuadrados, temperatura de 18 grados centígrados, a una distancia de Armenia de 52 km por vía pavimentada con una altura de 1500 m sobre el nivel del mar, incrustado en la cordillera del sur del dpto. del Quindío.
Según fuentes históricas y hallazgos arqueológicos (guacas y entierros) encontrados en el municipio dan a entender que antes de 1900 estas tierras vírgenes fueron pobladas por grupos de indígenas como los Quimbayas, los Pijaos y los Quindos, una raza de verdaderos artistas que sobresalían por su valor y heroísmo, que se expandieron a lo largo y ancho de la región.
En el año 1937 la Asamblea de Caldas, a través de la ordenanza número 10 aprueba la creación del nuevo municipio con los siguientes linderos: “por el río Lejos, hasta la desembocadura de la quebrada La Maizena y de aquí hacia arriba, hasta su nacimiento; de este punto, hasta la cordillera central; de esta hacia el sur, hasta los límites con el Departamento del Valle. Después de erigido municipio, el primer alcalde fue el señor Luis Foción Londoño, las primeras elecciones para el Concejo se llevaron a cabo en noviembre de 1937.
"El nombre de Génova fue en recordación de la hermosa ciudad de Italia, que recibió el primer aliento y acarició las primeras sonrisas de Cristóbal Colón, que vino a ser el descubridor del nuevo Mundo".

## Población
La población total del municipio proyectada por el DANE a 2005, es 12.611 habitantes que representan el 2% de la población total departamental.

## Información geográfica
Extensión total: 297,9 km²
Extensión área urbana: 0.55 km²
Extensión área rural: 297.34 km²
Altitud de la cabecera municipal (metros sobre el nivel del mar): 1.850 m.s.n.m.
Distancia de referencia: 52 km de la Capital del Departamento, vía pavimentada 100%

## Símbolos Patrios

### Bandera
Compuesta por seis franjas horizontales de 30 centímetros de ancho por tres metros con veinte centímetros de largo, en colores verde y blanco  alternados, sujetas lateralmente al asta con un triángulo de color amarillo de un metro con ochenta centímetros de ancho por un metro con veinte centímetros de alto. Los colores representan en su orden, la esperanza, el progreso, la paz obtenida con el trabajo, la justicia que anhelan los habitantes del municipio y por último la riqueza de su suelo.

### Escudo
Es de forma ovalada y está simbolizado por dos montañas separadas por un río serpenteante sobre un valle iluminado por un sol en el centro y en la parte superior encerradas entre dos medias coronas de cafeto con sus frutas, unidos en su parte inferior por una cinta en forma de lazo que lleva la leyenda “Paz, Progreso y Trabajo”. Aquí se representa la situación montañosa del municipio, la riqueza del suelo, su producción agrícola y los ríos que lo circundan.

### Himno
Fue escrito por el señor Jaime Gamboa Morales, nacido en Génova quien hizo su letra como consecuencia de la nostalgia y evocación por la tierra de sus mayores, la composición musical se le debe al maestro Edgar Gallego Cardona, este himno es interpretado por Fernando Quiceno Bedoya.
El himno de Génova fue adoptado por el honorable concejo municipal mediante el acuerdo número 027 del 20 de noviembre de 1995. El trabajo para la conformación fue liderado por el instituto de Bellas Artes del Quindío, Doctor Mario Ramírez Munard, en coordinación con la dirección de la casa de la cultura, Señor Carlos Arturo Castillo Tovar.
| Noble pueblo amable Bello rincón Quindiano Avanzas incansable Designio Colombiano Génova floreciente Futuro progresista Hacendosa tu gente Virtuosa, optimista Histórico gran Caldas Legó tu buen origen Cual verdes esmeraldas Tú linda tierra virgen | Colono inspiración Fue valiente maestro Dejó en tu fundación Huellas de su ancestro Para nuestros mayores Un himno es oración Para tus moradores Nostálgica ovación Montañas elevadas Besan tu claro cielo Tras vertientes plateadas Orgulloso tu suelo |

## Clima
Temperatura media: temperaturas promedio de 16 a 22 °C 
La posición del municipio como el resto del Departamento es favorecido en su composición dentro de la región andina porque cuenta con diversidad de pisos térmicos que ofrecen grandes posibilidades en términos de diversificación de producción agrícola y en general de utilización del suelo. Su localización estratégica puede ser considerada como polo de desarrollo aprovechando el potencial hídrico, biológico, edáfico, económico, humano y cultural.

## Productos
Gran producción de café de alta calidad con reconocimiento de taza especial en números eventos de barística, yuca, plátano, en la parte baja y ganadera en el área montañosa.

## Servicios
Servicios de Ecoturismo, deporte de aventura, fincas demostrativas en agroturismo, aviturismo. 

## Sitios de interés
Parque Simón Bolívar:
Hoteles Típicos Cafeteros:
- Hotel Las Vegas
- Hotel Monserrate
- Hotel Génova Real

Centro de Salud:

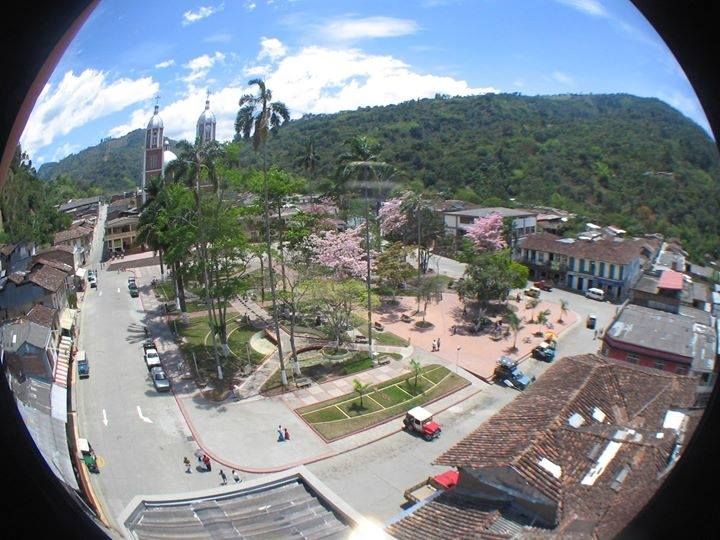
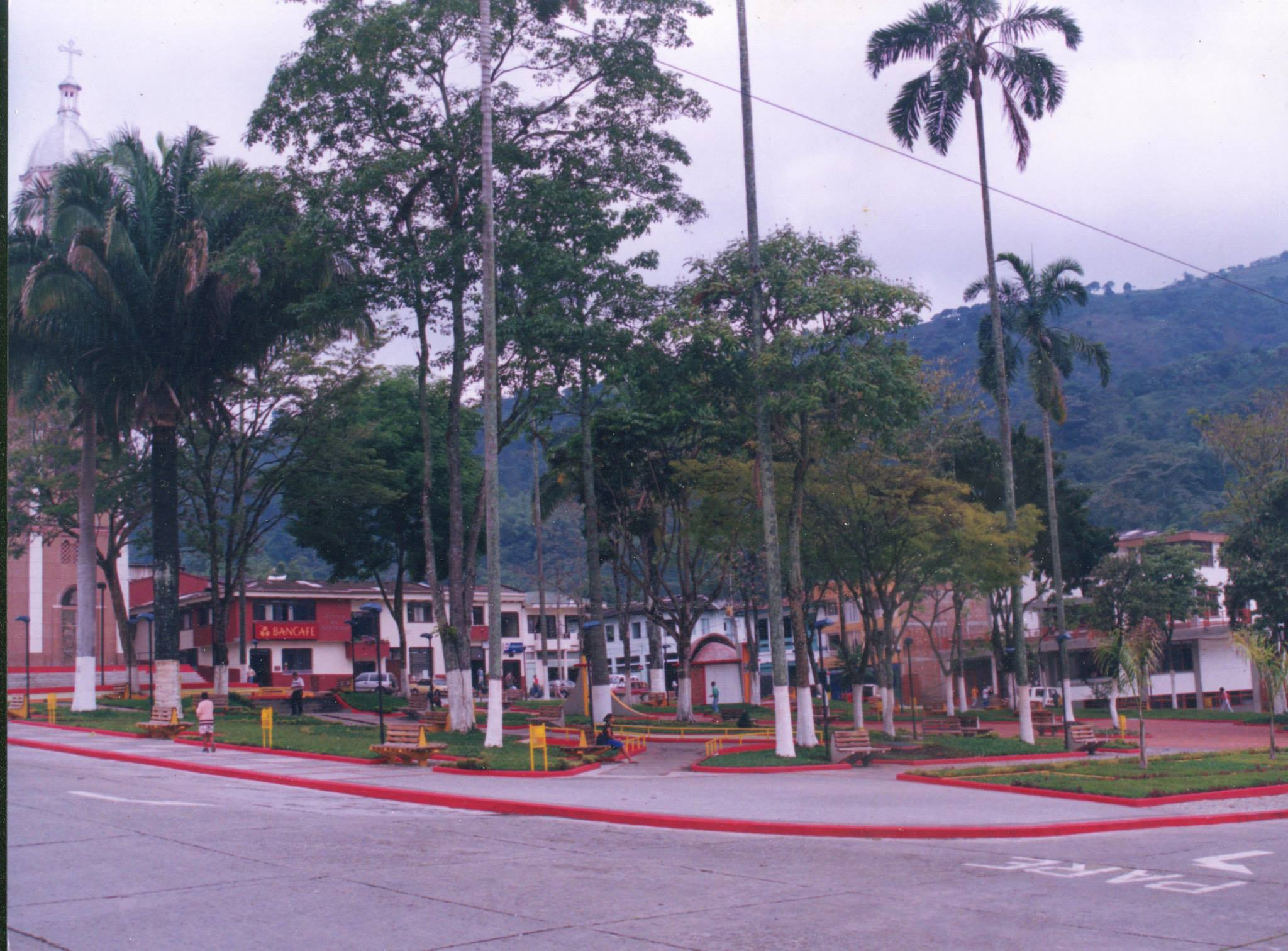

- E.S.E HOSPITAL SAN VICENTE DE PAUL.

Instituciones Educativas:
- Institución Educativa Instituto Génova.
- Institución Educativa San Vicente de Paúl.
- Hogar Infantil La Isla.

Iglesia San José:

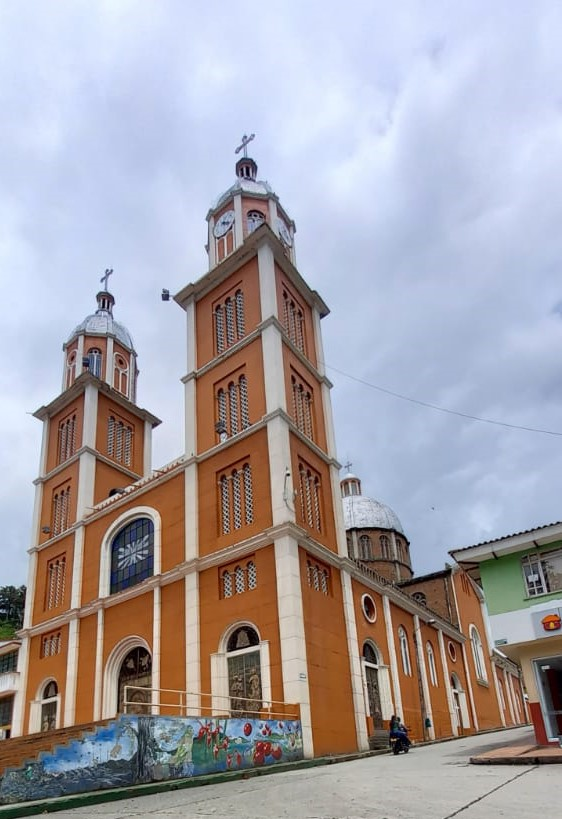
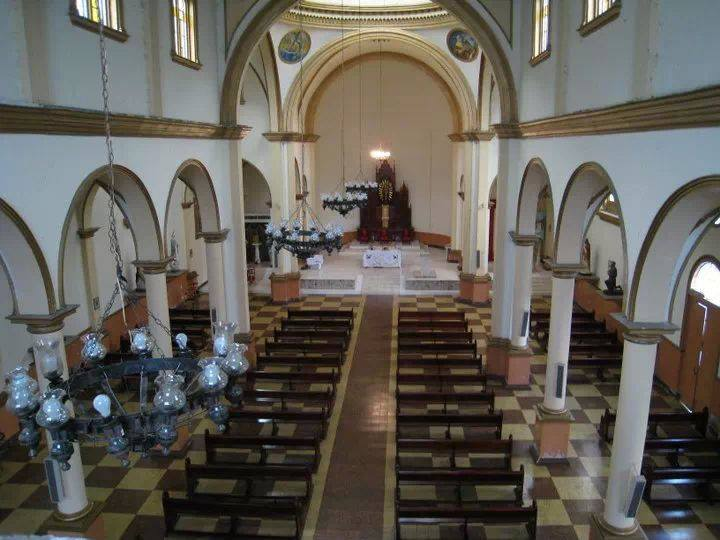
Interior del templo

Centros Recreacionales:
- Parque de La Paz
- Balneario Río Rojo.

## Sitios turísticos
Lugares como Reserva El Mirador, Valle y Laguna de Juntas, Cerro de las tetas, Laguna de los patos, Laguna de las Mellizas, Piedra y Laguna del Muñeco, Alto de las Palomas, Cañón del Río Rojo, Chorros de las Brisas y la Venada.
Donde se puede practicar deportes extremos como Canopy, Rapel, Down Hill, Kayaking, Balsismo, Canotaje, Tunelología, Campoaventura, Parapente, Ciclomontañismo, Andinismo, Senderismo, Cabalgatas Ecológicas, Zonas de Camping, y realizar las Rutas Especiales de la Panela y el Café. Igualmente la destacada arquitectura tradicional como Casaquinta Villa Gloria, Casa de la cultura, Coliseo de Ferias y Exposiciones, Alto de la Cúspide.
- Laguna de juntas - Vereda San Juan.

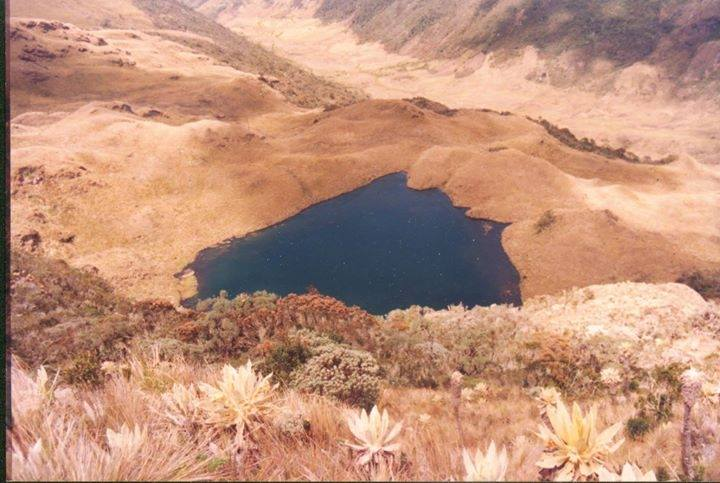
Laguna de juntas

## Fiestas patronales y cumbres religiosas
Semana Santa, Fiestas de San Isidro Labrador, Fiestas de la Virgen del Carmen, Fiestas de San Vicente de Paul, Alumbrado Navideño, Novenas de Aguinaldo.
- Marcha Cuerpo de Bomberos Voluntarios.

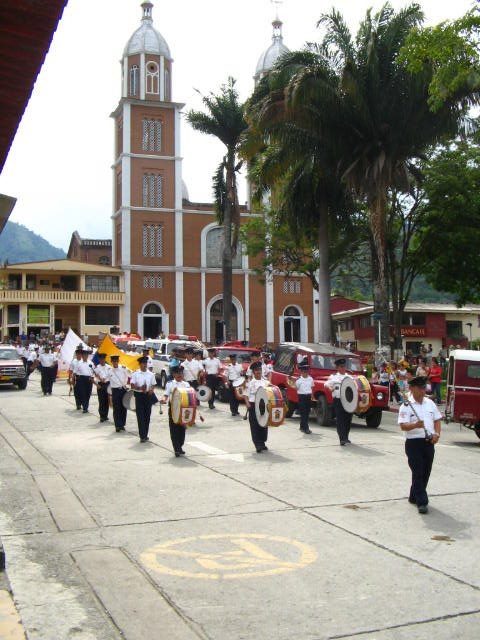
Marcha Cuerpo de Bomberos.

## Festividades cívicas y culturales
Fiestas Aniversarias, Feria Exposición Equina, Baile de la Cosecha, Semana Cultual y Deportiva, Fiesta del Campesino.
- Danzas folclóricas y trajes típicos.

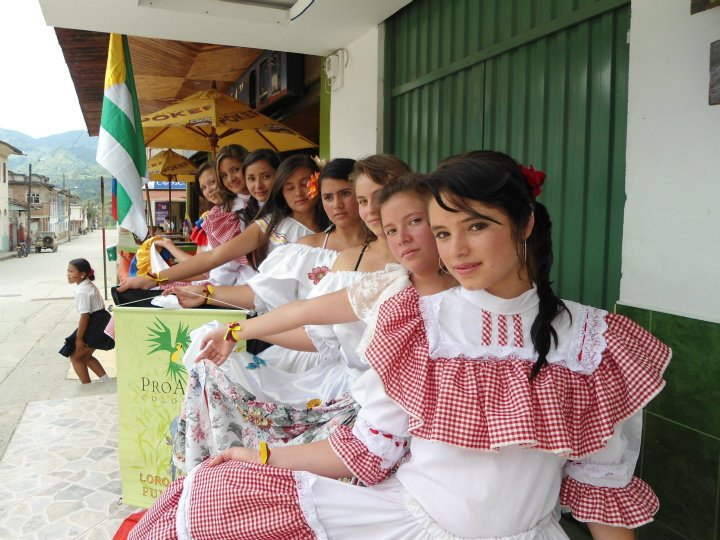
Danzas folclóricas